# Scoresbyland
Scoresbyland (ook: Scoresby Land, Scoresbys Land, Scoresbysund Landet) is een landstreek in Groenland die deels in de gemeente Sermersooq ligt en deels in Nationaal park Noordoost-Groenland. Het gebied omvat sinds 1961 officieel de Stauningalpen in het noordwesten, het Liverpoolland in het zuidoosten en het tussenin gelegen Jamesonland. Meestal wordt echter alleen de Stauningalpen en het noordelijk deel van Jamesonland tot het gebied gerekend.
Het gebied wordt in het noorden begrensd door het Koning Oscarfjord en het Segelsällskapetfjord, in het zuiden door de Scoresby Sund, Hall Bredning en het Nordvestfjord en in het westen door de Borgbjerggletsjer, de Prinsessegletsjer, een stukje van Furesø en het Alpefjord. Ten noorden van Scoresbyland ligt het eiland Traill Ø, ten noordwesten Lyellland, ten westen Nathorstland, Renland en Milneland en in het zuiden het Geikieplateau.
In het gebied liggen onder andere de Holger Danskes Briller.
De naam van het gebied verwijst naar William Scoresby, die de eerste was die dit gedeelte van de kust van Groenland in kaart bracht.